# Tyrannochthonius procerus
Tyrannochthonius procerus es una especie de arácnido  del orden Pseudoscorpionida de la familia Chthoniidae.

## Distribución geográfica
Se encuentra en la República del Congo.